# Колесьники (Підляське воєводство)
Колесьники (пол. Koleśniki) — село в Польщі, у гміні Моньки Монецького повіту Підляського воєводства.
Населення — 46 осіб (2011).
У 1975-1998 роках село належало до Білостоцького воєводства.

## Демографія
Демографічна структура станом на 31 березня 2011 року:
|          | Загалом | Допрацездатний вік | Працездатний вік | Постпрацездатний вік |
| -------- | ------- | ------------------ | ---------------- | -------------------- |
| Чоловіки | 18      | 3                  | 10               | 5                    |
| Жінки    | 28      | 9                  | 15               | 4                    |
| Разом    | 46      | 12                 | 25               | 9                    |